# Simon Birgander
Simon Birgander, né le 23 octobre 1997 à Kvistofta (sv) en Suède, est un joueur suédois de basket-ball. Il évolue au poste de pivot.

## Biographie
Lors de la saison 2017-2018 du championnat espagnol, Birgander est nommé dans l'équipe des meilleurs jeunes avec le MVP Luka Dončić et les Espagnols Jonathan Barreiro (es), Sergi García (en) et Xabier López-Arostegui.
Le 26 novembre 2020, il prolonge son contrat avec le Joventut Badalona jusqu'en juin 2023.